# Monte Nyenchen Tanglha
El monte Nyenchen Tanglha  (oficialmente Nyainqêntanglha Feng; tibetano: Gnyan-chen-thang-lha; Chino: 念青唐古拉 峰, Pinyin: Niànqīng Tánggǔlā Fēng) es el pico más alto de las montañas Nyenchen Tanglha, que junto con la cordillera Gangdise forma el Transhimalaya.

## Ubicación
El monte Nyenchen Tanglha se encuentra en la parte occidental de la cordillera en la cuenca hidrográfica entre el Yarlung Tsangpo ( río Brahmaputra ) al sur y las cuencas endorreicas del Changtang al norte. En particular, se encuentra al sur del lago Namtso. Pertenece al condado de Damxung en la prefectura de Lhasa del Tíbet. 

## Mitología
En la mitología tibetana, el Nyenchen Tanglha es considerado la deidad más influyente en una gran parte del norte del Tíbet. En su forma mortal, se lo muestra montando un caballo blanco, vestido de satén y sosteniendo un látigo de caballo en una mano y un rosario budista en la otra. Se le considera un bodhisattva en el octavo nivel, y es un protector de las enseñanzas de la tradición Nyingma. Nyenchen Tanglha es el tema de muchos cuentos de hadas y folklore. 

## Las tres cumbres principales de Nyenchen Tanglha
Con una elevación de 7.162 m, Nyenchen Tanglha es la montaña más alta de la cordillera Transhimalaya. Tiene una prominencia topográfica de 2,239 my su montaña madre es Gurla Mandhata ubicada 890 km al este. El collado clave está a 4,923 m (30 ° 25'57 "N 81 ° 37'28" E) cerca de la fuente del río Yarlung Tsangpo (Brahamaputra). 
El Nyenchen Tanglha tiene tres cumbres principales de más de 7,000 m, ubicadas en una cresta noroeste-sureste. Las tres cumbres principales se escalaron entre 1986 y el 1995. 
| Montaña              | Altura (m) | Coordenadas                                | Prominencia (m) | Montaña madre       | Primer ascenso       |
| -------------------- | ---------- | ------------------------------------------ | --------------- | ------------------- | -------------------- |
| Nyenchen Tanglha I   | 7,162      | 30°23′26″N 90°33′49″E / 30.39056, 90.56361 | 2,239           | Gurla Mandhata      | 8 de mayo de 1986    |
| Nyenchen Tanglha II  | 7.117      | 30°22′15″N 90°35′03″E / 30.37083, 90.58417 | 189             | Nyenchen Tanglha I  | 28 de julio de 1989  |
| Nyenchen Tanglha III | 7,046      | 30°22′06″N 90°36′03″E / 30.36833, 90.60083 | 253             | Nyenchen Tanglha II | 22 de agosto de 1995 |